# Transclusión
En la ciencia de la computación, transclusión es la inclusión de un documento o parte del mismo dentro de otro documento.
Por ejemplo, un artículo sobre un país podría incluir un gráfico de la exportación agrícola de ese país pero en otro artículo de agricultura. En lugar de copiar el gráfico y almacenarlo en dos lugares, una transclusión incorpora el diseño modular, que permite que la información se almacene en un solo lugar y, en caso de corregir o actualizar el original, actualizar ambos artículos. La referencia de este sirve para vincular ambos artículos.
El resultado de una transclusión es un único documento integrado, en el que sus piezas fueron ensambladas al instante desde varios documentos separados que pueden proceder de diferentes equipos ubicados en lugares distintos.
El término fue acuñado por el pionero del hipertexto Ted Nelson, en 1963.

## HTML
Los navegadores web gráficos emplean una forma limitada de transclusión para desplegar recursos (archivos de imágenes, por ejemplo) diferentes al visitado.